# Luis Aponte Martínez
Luis Aponte Martínez (Lajas, 4 augustus 1922 – San Juan, 10 april 2012) was een Puerto Ricaans geestelijke en een kardinaal van de Rooms-Katholieke Kerk.
Aponte Martínez werd op 10 april 1950 priester gewijd. Op 23 juli 1960 werd hij benoemd tot hulpbisschop van Ponce en tot titulair bisschop van Lares. Zijn bisschopswijding vond plaats op 12 oktober 1960.
Op 16 april 1963 werd Aponte Martínez benoemd tot bisschop-coadjutor van Ponce. Nadat James McManus op 18 november 1963 afgetreden was, volgde Aponte Martínez hem op als bisschop. Op 4 november 1964 werd hij benoemd tot aartsbisschop van San Juan de Puerto Rico.
Aponte Martínez werd tijdens het consistorie van 5 maart 1973 kardinaal gecreëerd. Hij kreeg de rang van kardinaal-priester. Zijn titelkerk werd de Santa Maria Madre della Providenza a Monte Verde. Hij nam deel aan de conclaven van augustus 1978 en oktober 1978. Vanwege het bereikt hebben van de leeftijdsgrens van 80 jaar was hij niet gerechtigd tot deelname aan het conclaaf van 2005.
Aponte Martínez ging op 26 maart 1999 met emeritaat.
- Biblioteca Nacional de España: XX5591266
- Gemeinsame Normdatei: 13191099X
- International Standard Name Identifier: 0000 0000 5391 5192
- Library of Congress Control Number: no2006088682
- Virtual International Authority File: 48987185
- WorldCat: E39PBJpJdC8KWVqVBtvxXCKWXd